# Dad harmony
Dad harmony är en a cappella bildad 2022 i Skellefteå. De tecknade kontrakt med Universal Music Group året därpå och utsågs samma år till Sveriges största artist på Tiktok 2023. De flesta följare fanns då i USA, Tyskland, Japan och Frankrike. De beskrevs 2023 som "förmodligen Skellefteås största musikexport sedan Wannadies". I juni 2024 hade de 2,3 miljoner följare på Instagram och hundratals miljoner visningar på Tiktok.
Bandet består av Adam Stenlund, Michael Åberg, Sebastian Åkesson samt bröderna Tomas och Peter Vidmark.